# They Can’t Take That Away from Me
A They Can't Take That Away from Me egy 1937-es George Gershwin-dal. George Gershwin szerzeményéhez Ira Gershwin írta a szöveget. Fred Astaire adta elő az 1937-es Shall We Dance című filmben, és óriási sikert aratott. Egy New Jerseyből Manhattanbe tartó komp ködös fedélzetén Ginger Rogershez énekel, aki csendben hallgatja.
Fred Astaire és Ginger Rogers később, a The Barkleys of Broadway (Táncolj a Broadwayn!) című 1949-es filmben táncol is rá. Ebben a filmben egy házassági problémákkal küzdő házaspárt alakítanak. A dal alapgondolata az, hogy ha a szerelmesek el is elválnak, a nosztalgikus emlékeket nem kell feledni.
George Gershwin két hónappal a film bemutatása után meghalt, és posztumusz jelölték a legjobb eredeti dal Oscar-díjára, de a Bing Crosby által rendkívül népszerűvé vált Sweet Leilani kapta azt meg.

## Híres felvételek

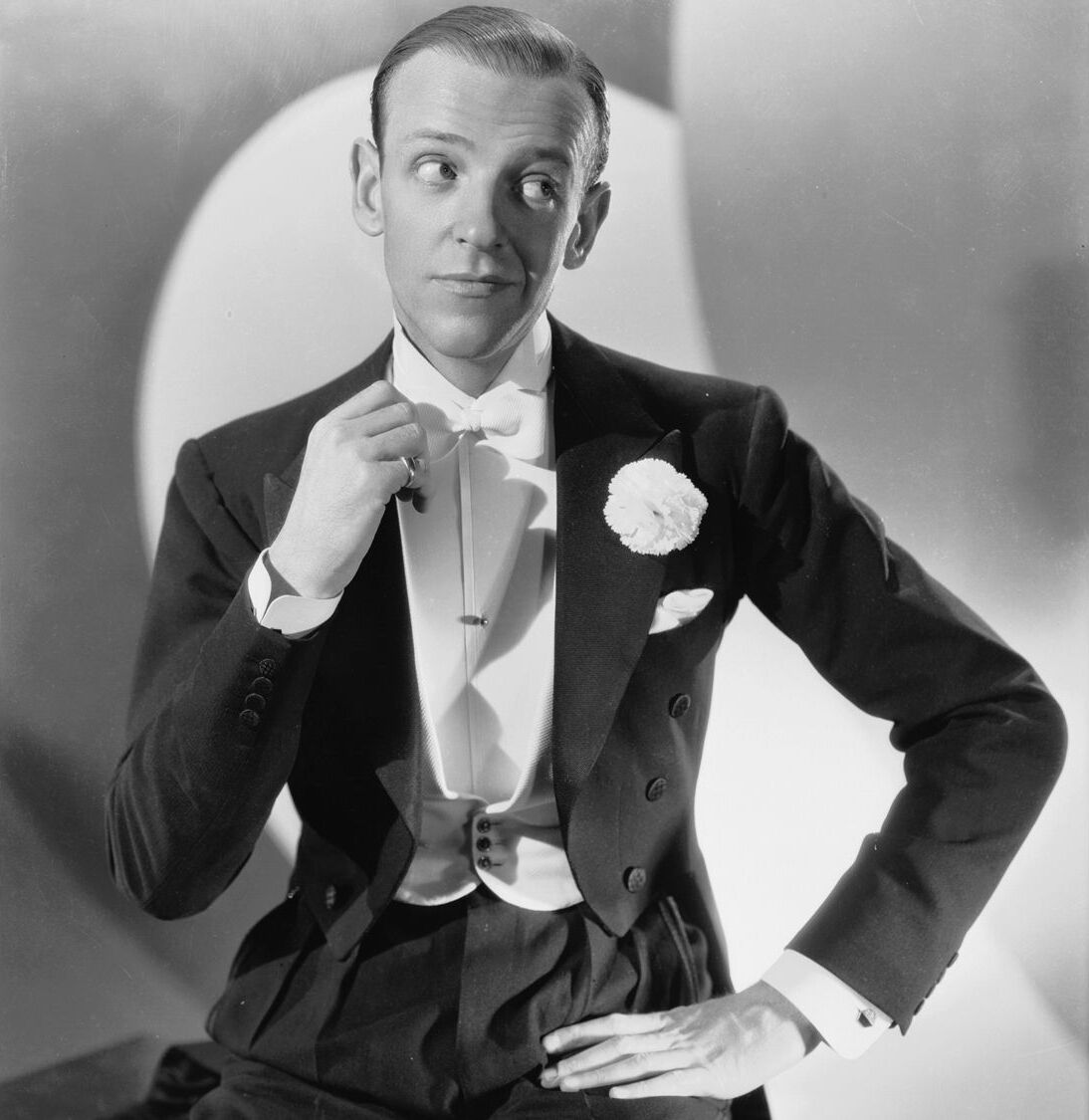
Fred Astaire

Fred Astaire (+ Johnny Green and His Orchestra)

 Sarah Vaughan

 Billie Holiday

 Artie Shaw

 Bing Crosby

 Charlie Parker

 Mary Lou Williams

 Erroll Garner

 Ella Fitzgerald & Louis Armstrong

 Mel Tormé

 Lester Young & Roy Eldridge

 Frank Sinatra

 Tony Bennett

 Elvis Costello & Diana Krall

 Diana Krall

 Tina May

 Robbie Williams & Rupert Everett

 Rod Stewart

 Brian Wilson

 Cliff Richard

 Stacey Kent

 Gloria Estefan

 Van Morrison

 Piero Cusato

 Patty Lily

 Jessica Koomen

 Vanessa Simone

 José James

## Filmek
1937: Shall We Dance

## Érdekességek
- A dal szerepel Shakespeare Lóvátett lovagok című művének Kenneth Branagh-féle musicalváltozatában (2000), valamint Stephen Herek Mr. Holland's Opusában (1995) és Barry Levinson Esőemberében (1988).
- A Strung Out, a 2004-es Exile in Oblivion című album nyitószáma is megidézi.
- A dal a Great American Songbookban is benne van.

## Díjak
- Oscar-díj-jelölés a legjobb eredeti dalra

## Fordítás
Ez a szócikk részben vagy egészben  a   They Can't Take That Away from Me című angol Wikipédia-szócikk ezen változatának fordításán alapul.  Az eredeti cikk szerkesztőit annak laptörténete sorolja fel. Ez a jelzés csupán a megfogalmazás eredetét és a szerzői jogokat jelzi, nem szolgál a cikkben szereplő információk forrásmegjelöléseként.